# National Planning Commission of South Africa
Die National Planning Commission of South Africa ist eine im Mai 2010 gegründete südafrikanische Regierungsbehörde, die für die strategische Planung des Landes verantwortlich ist.
Die Kommissionsleitung berichtet dem Präsidenten und arbeitet mit verschiedenen Ministerien zusammen, um gemeinsame vorrangige Projekte zu koordinieren, die einen vielfältigen Ansatz erfordern. Trevor Manuel wurde von Präsident Jacob Zuma zum ersten Kommissionsleiter ernannt. Die Kommission wird vom Minister in the Presidency geleitet, der eine Gruppe von „externen Experten“ leitet. Um Kompetenzkonflikte zu vermeiden, werden keine Minister einbezogen.
Im Juni 2014 wurde der stellvertretende Präsident Cyril Ramaphosa zum neuen Vorsitzenden der Kommission ernannt; sein Stellvertreter wurde der Minister in the Presidency Jeff Radebe.